# Романцов Володимир Миколайович
Романцов Володимир Миколайович (нар. 15 січня 1955 р. у с. Чапаєвці (Воскресенка) Пологівського району Запорізької області) — український науковець, історик, доктор історичних наук, професор, Заслужений працівник освіти України, Відмінник освіти України. Завідувач кафедри історичних дисциплін Маріупольського державного університету

## З творчої біографії
З 1972 по 1977 р. навчався на історичному факультеті Донецького державного університету. Розпочав свою трудову діяльність у 1977 р. вчителем історії Чапаєвської середньої школи Пологівського району Запорізької області. З 1980 по 1983 р. працював директором Костянтинівської восьмирічної школи Пологівського району.
З лютого 1983 р. працював асистентом, а з листопада 1983 р. — старшим викладачем кафедри нової та новітньої історії ДонДУ. У 1990 р. в Харківському державному університеті захистив кандидатську дисертацію на тему «Економічне та науково-технічне співробітництво Чехословаччини та Радянського Союзу у 1948—1955 рр.» за спеціальністю 07.00.02 — Загальна історія.
З 1991 р. працював на посаді доцента кафедри історичних і педагогічних дисциплін Маріупольського гуманітарного коледжу Донецького державного університету (зараз Маріупольський державний університет). У 1996 р. призначений завідувачем кафедри історичних дисциплін. З листопада 1998 р. докторант ДонНУ. Після закінчення докторантури у квітні 2002 р. знову призначений завідувачем кафедри історичних дисциплін. 28 квітня 2006 р. в спеціалізованій вченій раді ДонНУ захистив докторську дисертацію на тему «Становлення Гетьманщини в українській історіографії (40-і роки ХІХ — початок ХХ ст.)» за спеціальністю 07.00.06 — Історіографія, джерелознавство та спеціальні історичні дисципліни.
Протягом 2004—2020 рр. організував проведення щорічних Всеукраїнських конференцій Українська державність: історія і сучасність, Україна і світ: проблеми історії, Україна у світовому історичному просторі. 2017 р. провів наукову конференцію Трагедія греків України в історичній пам'яті українців (80-і роковини репресивної «грецької операції»).
Участь у міжнародних проєктах: міжнародний грант від Генерального секретаріату греків зарубіжжя на дослідження діалектів греків Приазов'я (2006—2009).
Керує навчанням аспірантів кафедри історичних дисциплін МДУ. Член спеціалізованої вченої ради МДУ з захисту дисертацій К 12.093.04. За його науковим керівництвом захищено три кандидатські дисертації, 1 дисертація ступеню «Доктор філософії».
Заступник головного редактора збірника наукових праць «Вісник Маріупольського державного університету. Серія: Історія. Політологія». Член редакційної колегії аналітично-інформаційного журналу «Схід. Історичні науки».
Романцов В. М. — керівник Наукової школи з історіографії історії України. Основні наукові напрямки школи: дослідження історіографічних аспектів історії українського козацтва, козацької держави (Гетьманщини), історичних постатей України XVI–XVII ст.; історичний та джерелознавчий аналіз грецької спільноти Північного Приазов'я.

## Творчий доробок
В. М. Романцов автор близько 150 наукових та навчально-методичних праць. Коло наукових інтересів: становлення Гетьманщини, українська історіографія ХІХ–ХХ ст., історія греків українського Приазов'я, події Української революції 1917—1921 рр., махновський повстанський рух на території Маріупольського повіту.
Основні праці:
- Романцов В. М. Становлення козацької держави у добу Національно-визвольної війни (проблема в українській історіографії 40–х років ХІХ — початку ХХ ст.) [монографія] / В. М. Романцов. Донецьк: ДонНУ, 2006. 284 с.
- Романцов В. М., Бодрухин В. М. Історичні постаті України: проблеми і пошуки: Монографія. Луганськ: Східноукраїнський національний університет імені Володимира Даля, 2003. 160 с.
- Романцов В. М., Наметченюк Г. В., Арабаджи С. С. Старый Крым: история и современность: историко-этнографическое исследование Монографія. Мариуполь: ПАО «ММК имени Ильича», 2011. 324 с.
- Романцов В. М. Ювілей визначного вченого. До шістдесятиріччя від дня народження Реєнта Олександра Петровича. Схід. Аналітико-інформаційний журнал. Донецьк: Український культурологічний центр, 2009. № 2 (93) березень-квітень. С. 118—119.
- Романцов В. М. Проблеми становлення Гетьманщини в українській народницькій історіографії. Гілея (науковий вісник): Збірник наукових праць / Гол. ред. В. М. Вашкевич. Київ, 2011. Вип. 50. С. 251—257.
- Романцов В. М. Північне Приазов'я в період наростання Громадянської війни (листопад 1918 — березень 1919 рр.). Схід. Аналітично-інформаційний журнал. 2011. № 6 (113). С. 84–88.
- Романцов В. М. Грецька громада Маріупольського повіту в політиці українських урядів 1917—1918 рр.: історико-правові проблеми. Науковий вісник Ужгородського національного університету. Серія Право. 2012. Вип. 20. Ч. 1. Т. 1. С. 81–85.
- Романцов В. М. Завершальний період Громадянської війни на теренах Маріупольського повіту. Вісник Маріупольського державного університету. Серія: Історія. Політологія: Збірник наукових праць. 2014. Вип. 10. С. 38–46.
- Романцов В. М. Етнополітичні та етнокультурні процеси в Маріуполі на початку демократичної революції 1917 р. Історичні уроки для сучасності. Вісник Маріупольского державного університету. Серія: Історія. Політологія: Збірник наукових праць. 2016. Вип. 16. С. 131—138.
- Романцов В. М Маріупольські більшовики в боротъбі за владу в 1917 р. Уроки історії на порозі столітнього ювілею революції. Вісник Маріупольского державного університету Серія: Історія. Політологія: Збірник наукових праць. 2016. Вип. 17. С.75–82.
- Романцов В. М. Поселок Мангуш в начале своей приазовской истории. Ими гордится Мангуш: Книга очерков о выдающихся жителях поселка Мангуш. Мангуш, 2017. С. 10–17.
- Романцов В. М. Українська революція. Події 1917 р. в м. Маріуполі. Вісник Маріупольського державного університету. Серія: Історія. Політологія: Збірник наукових праць. 2017. Вип.19. С. 118—129.
- Романцов В. М., Пандазі А. В., Гузь А. М. Трагедія Голокосту в Маріуполі доби нацистської окупації. Вісник Маріупольського державного університету Серія: Історія. Політологія. 2018, Вип. 22–23. С. 85–94.
- Романцов В. М. Випробування часом: ректор МДУ Костянтин Васильович Балабанов. Костянтин Балабанов: життєвий шлях освітянина, науковця, дипломата. Маріуполь ПрАТ "Газета «Приазовський робочий». 2019. С. 120—123.
- Романцов В. М. Школа в Україні чи українська школа? із досвіду другої половини ХХ ст. Рецензія на монографію: Лаврут О. О. Радянська школа у другій половині ХХст.: вимір України. Слов'янськ: Друкарський двір, 2020. 532 c. Antiquities of Lukomorie. 2020. No 3. (3). С. 118—120.
- Lyman I., Konstantinova V. German consuls in the northern Azov region. Dnipro: Lira, 2019. 500 P.: PIC., MAPS. (V. Romanzov). Вісник Маріупольського державного університету. Серія: Історія. Політологія: Збірник наукових праць. 2019. Вип. 24. С. 337—338.
- Romantsov V., Romantsova N. Political everyday life of Mariupol ukrainians in the revolutionary processes of 1917 on the material of periodicals. Схід. 2020. № 2. березень-квітень С. 102—107.
- Romantsov V., Romantsova N. The Mariupol local public university during 1917–1920-s: historical overview in the context of modern methodological approaches. Схід. 2020. № 4. липень-серпень. С. 10–14.

## Нагороди, відзнаки
Почесне звання «Заслужений працівник освіти України» (2015 р.); нагрудний знак МОН України «Відмінник освіти України» (2019), диплом переможця конкурсу Маріуполець року (2006 р.) в номінації Академічна наука.